# Krytonosek śpiewny
Krytonosek śpiewny (Scytalopus parvirostris) – gatunek małego ptaka z rodziny krytonosowatych (Rhinocryptidae). Występuje endemicznie w Andach w Peru i Boliwii. W Czerwonej księdze gatunków zagrożonych IUCN klasyfikowany jest jako gatunek najmniejszej troski (LC, ang. Least Concern).

## Systematyka
Takson ten po raz pierwszy zgodnie z zasadami nazewnictwa binominalnego opisał amerykański ornitolog John T. Zimmer w 1939 roku na łamach „American Museum Novitates”. Autor nadał mu nazwę Scytalopus unicolor parvirostris, uznając go za podgatunek krytonoska jednobarwnego, a jako miejsce typowe podał rzekę Aceramarca w Boliwii. Obecnie krytonosek śpiewny jest uznawany za osobny gatunek. Jest gatunkiem monotypowym.

### Etymologia
- Scytalopus: gr. σκυταλη skutalē lub σκυταλον skutalon „kij, pałka”; πους pous, ποδος podos „stopa”[8].
- parvirostris: łac. parvus – „mały”; łac. -rostris – „- dzioby”[9].

## Morfologia
Mały ptak z czarnym dziobem. Nogi i stopy ciemnobrązowe. Tęczówki brązowe. Występuje niewielki dymorfizm płciowy. Samiec jest prawie cały ciemnoszary. Dolne części ciała nieco jaśniejsze, boki i zad ciemnobrązowe z ciemniejszymi czarniawymi pręgami. Samica jest nieco jaśniejsza z bardziej brązowymi bokami, skrzydłami, ogonem i zadem. Długość ciała 10,5 cm; masa ciała: samiec 17,5–21 g, samica 15,4–18 g.

## Zasięg występowania
Krytonosek śpiewny występuje na zboczach Andów od północno-zachodniego Peru do środkowej Boliwii. Zasięg występowania (EOO, Extent of Occurrence) według szacunków organizacji BirdLife International obejmuje około 506 tys. km². W Peru występuje w zakresie wysokości od 1800 do 2500 m n.p.m., gdzie na niższych wysokościach zastępowany jest przez krytonoska rdzaworzytnego (Scytalopus femoralis), a na wyższych przez krytonoska peruwiańskiego (Scytalopus acutirostris). W Boliwii na wysokościach od 2000 do 3200 m n.p.m., a lokalnie do 3300 m n.p.m., gdzie na niższych wysokościach zastępowany jest przez krytonoska białogłowego (Scytalopus bolivianus), a na wyższych przez krytonoska diademowego (Scytalopus schulenbergi).

## Ekologia i zachowanie
Jego głównym habitatem jest podszyt wilgotnych lasów górskich. Brak informacji o diecie tego gatunku. Żeruje samotnie lub w parach, głównie na ziemi lub w jej pobliżu. Długość pokolenia jest określona na 3,01 lat.

### Rozmnażanie
Do niedawna brak było informacji o rozmnażaniu tego gatunku. W 2014 roku Chris Smith i Gustavo Londoño opisali pojedyncze gniazdo znalezione w Parku Narodowym Manú we wrześniu 2009 roku. Gniazdo znajdowało się w zgniłym pniu drzewa 1,5 m nad ziemią. Miało kształt kulistej miseczki o wysokości 119 mm, szerokości 92,6 mm i głębokości 103,2 mm, wewnętrzne wymiary 50×57 mm, głębokość 25,1 mm. Gniazdo zbudowane było z dwóch warstw. Zewnętrzna zbudowana była głównie z małych korzonków (85%), porostów (10%) i mchów (5%), warstwa wewnętrzna składała się głównie z łusek paproci (90%), piór (5%) i strzępek grzybów (5%). W gnieździe znajdowały się dwa jednolicie białe jaja o wymiarach 19,3×22,5 mm i 19,3×23,1 mm oraz masie 4,05 g.

## Status
W Czerwonej księdze gatunków zagrożonych IUCN krytonosek śpiewny jest uznawany za gatunek najmniejszej troski (LC, ang. Least Concern). Wielkość populacji nie jest oszacowana, gatunek ten jest opisywany jako dość pospolity lub pospolity. BirdLife International ocenia trend liczebności populacji jako spadkowy ze względu na utratę siedlisk leśnych.